# Новіков Петро Миколайович
Петро Миколайович Новіков (9 жовтня 1978, Алупка) — український футболіст, що грав на позиції півзахисника. Відомий насамперед за виступами в команді вищої української ліги «Прикарпаття» з Івано-Франківська.

## Клубна кар'єра
Петро Новіков народився в Алупці, та розпочав займатися футболом у місцевій ДЮСШ. У професійному футболі дебютував у 1999 році в команді вищої української ліги «Прикарпаття» з Івано-Франківська, вийшовши на заміну в матчі з київським «Динамо», проте цей матч залишився єдиним для футболіста у вищій лізі. У 2000 році Новіков грав у складі команди другої ліги «Полісся» з Житомира. у складі якого зіграв 5 матчів. У 2002 році футболіст став гравцем аматорського клубу «Кримтеплиця», який з сезону 2003—2004 року грав у другій лізі. У складі «тепличників» у професійній лізі Петро Новіков зіграв лише 2 матчі, й пізніше до 2021 року грав у низці аматорських клубів Криму.